# Warriors of Kudlak
Warriors of Kudlak (Les guerriers de Kudlak) est le troisième épisode de la 1re saison de la série britannique de science-fiction The Sarah Jane Adventures. À ce jour, la série n'a jamais été diffusée en France. 

## Accroche
De mystérieux enlèvements ont lieu un peu partout en Angleterre, tous impliquant des centres de Laser Game. Luke et Clyde, jouant dans l'un d'entre eux, sont enlevés par Kudlak, un général extra-terrestre.

## Résumé

### Première partie
L'épisode commence par montrer Lance Metcalf, un jeune ado jouant au 'Combat 3000', une salle de Laser Game, lorsque tout à coup, il disparaît. Menant son enquête, Sarah Jane découvre que près de 24 enfants ont disparu récemment, tous lors d'un court orage, un peu partout dans toute l'Angleterre. Pendant ce temps, Luke tente de comprendre le concept d'humour et d'amusement et se confie à Clyde. Dans l'idée de lui faire comprendre, ils décident d'aller au 'Combat 3000'. Sarah et Maria découvrent, grâce à une machine complexe, que les pluies étranges émanent des salles de 'Combat 3000' et décident d'enquêter à l'intérieur. Se révélant plus forts que les autres combattants de la salle, Clyde et Luke se font remarquer par le manager Mr Grantham et son associé Kudlak. Alors que Kudlak réussit à isoler Luke et Clyde et à les téléporter, Sarah Jane et Maria se retrouvent menacées de mort par Grantam, puis par Kudlak. 

### Seconde partie
Après s'être échappées de la salle, Sarah Jane et Maria questionnent Mr. Smith au sujet de Kudlak. Il s'agit d'un général Udovni, une race perpétuellement en guerre avec les Malakh. Blessé au combat, Kudlak se sert des salles de 'Combat 3000' pour recruter des guerriers. Celui-ci est chapeauté par la Maîtresse, sa supérieure, qui lui demande toujours plus de recrues pour la guerre. Téléportés sur un vaisseau spatial au-dessus de la Terre, Luke et Clyde délivrent d'autres enfants, dont Lance et une jeune fille nommée Jen. Ils arrivent à se liguer ensemble, à pirater les données du vaisseau et à tenter de rejoindre une navette de secours, mais sont repris par Kudlak. 
Pendant ce temps, Sarah et Maria ont réussi à contraindre Grantham à les téléporter dans le vaisseau, où elles seront vite capturées et avec les enfants feront face à Kudlak et à sa Maîtresse sur vidéo. Alors qu'ils sont près de se faire tuer, Luke stoppe Kudlak en lui expliquant que lors du piratage du vaisseau il a récupéré un message vidéo de l'empereur Uvodni, datant d'il y a dix ans et annonçant l'armistice. En réalité la Maîtresse Uvodni est un ordinateur qui n'a pas compris le concept de « paix » et continue à donner des ordres. Désespéré d'avoir été berné et d'avoir perdu 10 ans de paix, Kudlak se repent, libère ses prisonniers et promet de passer le reste de sa vie à retrouver les mercenaires qu'il avait recrutés de par le monde pour les rendre à leurs familles. Sarah Jane et les enfants reviennent sur Terre et retrouvent leurs foyers.

## Continuité
- C'est le premier épisode de la série où l'on ne voit pas les parents de Maria.

### Liens avec leWhoniverse
- Le système de téléportation qui crée de courtes intempéries rappelle celui qu'utilisent les Judoons dans La Loi des Judoons (DW).

- Lance a sur ses murs un poster d'un des DVD que l'on retrouve dans Les Anges pleureurs (DW).

- Sarah mentionne qu'elle a passé un entraînement spécial prodigué par UNIT.

- Selon l'adaptation en livre de cet épisode, un des élèves enlevés par Kudlak fait partie de la Deffry Vale High School (L'École des retrouvailles DW).

- Dans le grenier de Sarah Jane, on peut voir le logo des Cybermen de l'univers parallèle. (Le Règne des Cybermen DW).

- Parmi les aliens proposés par Mr. Smith on retrouve La Bête (La Planète du Diable DW).

- Le Général Kudlak utilise des "Slabs" qui se déplacent deux par deux (La Loi des Judoons DW).

- Sarah Jane fait une remarque sur le nombre d'armes et d'armes extraterrestres qu'on lui a pointé dessus au cours de sa vie.